# Rallina canningi
La polluela de Andamán o rascón de las Andamán (Rallina canningi) es una especie de ave gruiforme de la familia Rallidae.

## Distribución geográfica y hábitat
Es endémica de las islas Andamán (India).
Se trata de un ave muy elusiva y tímida, que nunca abandona la cobertura forestal durante el día. Si es descubierta, prefiere huir a pie, y sólo alza el vuelo como último recurso, de forma pesada y lenta.

## Descripción
Con una longitud de cerca de 34 cm, el rascón de las Andamán es la especie más grande del género Rallina. Se le reconoce con facilidad por el color marrón castaño de la cabeza, cuello, pecho y región dorsal, y por una serie de bandas blancas y negras en la región inferior, salvo el extremo posterior, de color castaño oscuro.
Los ejemplares inmaduros muestran un plumaje de tono más pálido y el diseño blanco y negro de la parte inferior es sustituido por uno castaño grisáceo y blanco.
Las patas son de color verde oliva; el pico de un color verde pálido y los iris de los ojos de un fuerte color rojo. No existe un fuerte dimorfismo sexual. Muchas hembras son de un tamaño y color similar al de los machos. Otras son ligeramente más pequeñas o con un color ocre más oscuro.
Los huevos recuerdan a los de otros rascones, aunque son en comparación más pequeños, de base ancha y de forma oval y regular, ligeramente estrechos en un extremo. La cáscara es muy fina y su tono varía de un blanco rosado a un rosado fuerte, o incluso ocre.
Su hábitat natural son humedales y bosque bajo de clima tropical o subtropical, así como manglares y pantanos. Su principal amenaza la constituye la destrucción de su hábitat debido a la acción humana.

## Situación
Este rascón poco conocido anteriormente estuvo clasificado como especie de información insuficiente por el IUCN, debido a la carencia de información fiable sobre su situación. Investigaciones recientes han demostrado que es una especie rara. En consecuencia se ha modificado su situación a "casi amenazado" en el año 2008. Las subespecies de Sentinel del Norte y del Sur, la primera está clasificada como en peligro crítico con una población remanente de unos 50 individuos y la segunda no ha sido avistada desde el 2004 y se teme que esté extinta.